# 克里斯·凯利

克里斯·凯利（英語：Chris Kelly，1980年11月11日—），加拿大男子冰球运动员，场上位置是前锋。他曾代表加拿大国家队参加2018年冬季奥林匹克运动会冰球比赛，获得一枚铜牌。